# Jurij Worobjow
Jurij Anatoljewicz Worobjow (ros. Юрий Анатольевич Воробьёв; ur. 9 kwietnia 1961) – radziecki zapaśnik startujący w stylu wolnym.
Brązowy medalista mistrzostw świata w 1982. Mistrz Europy w 1985 i 1988. Pierwszy w Pucharze Świata w 1990; drugi w 1982 i 1989. Mistrz świata juniorów w 1979 i 1981 roku.
Mistrz ZSRR w 1981; drugi w 1982 i trzeci w 1985 i 1986 roku.